# Western Confederation Super League
La Western Confederation Super League es la segunda división de fútbol en Jamaica, en la que participan 12 equipos de todo el país.

## Ascendencia
Al final de la temporada, los 3 primeros mejores equipos ascienden a la Liga Premier Nacional de Jamaica.

## Descendencia
Al final de la temporada, los 3 últimos equipos descienden a la tercera categoría llamada Wesmoreland Confederation Super League.

## Campeones
| Temporada | Campeón                |
| --------- | ---------------------- |
| 2002-03   | Invaders United FC     |
| 2003-04   | Wadadah FC             |
| 2004-05   | Montego Bay United FC  |
| 2005-06   | Negril FC              |
| 2006-07   | Granville FC           |
| 2007-08   | Wadadah FC             |
| 2008-09   | Wadadah FC             |
| 2009-10   | Reno FC                |
| 2010-11   | Montego Bay United FC  |
| 2011-12   | Savannah SC            |
| 2012-13   | Wadadah FC             |
| 2013-14   | Reno FC                |
| 2014-15   | Savannah SC            |
| 2015-16   | Granville FC           |
| 2016-17   | Sandals South Coast FC |
| 2017-18   | Wadadah FC             |
| 2018-19   | Wadadah FC             |
| 2019-20   | No finalizó            |
| 2020-21   | No disputado           |

## Títulos por club
| Club                   | Ciudad         | Campeón | Años Campeón                       |
| ---------------------- | -------------- | ------- | ---------------------------------- |
| Wadadah FC             | Montego Bay    | 6       | 2004, 2008, 2009, 2013, 2018, 2019 |
| Montego Bay United FC  | Montego Bay    | 2       | 2005, 2011                         |
| Reno FC                | Savanna-la-Mar | 2       | 2010, 2014                         |
| Savannah SC            | Savanna-la-Mar | 2       | 2012, 2015                         |
| Granville FC           | Granville      | 2       | 2007, 2016                         |
| Invaders United FC     | Bunkers Hill   | 1       | 2003                               |
| Negril FC              | Negril         | 1       | 2006                               |
| Sandals South Coast FC | Savanna-la-Mar | 1       | 2017                               |

- Datos: Q7987743